# Bryggeriet Frederiksberg
Bryggeriet Frederiksberg var et bryggeri i bydelen af samme navn. Det blev grundlagt 6. september 1880 af et interessentskab med Even Ibsen som ansvarshavende direktør. I planlægningsfasen blev det navngivet Bryggeriet Dania, men dette navn blev droppet, inden bryggeriet trådte i drift. I 1891 overgik det til De forenede Bryggerier og blev nedlagt samme år.
Bryggeriet blev anlagt på en grund på Lampevejen, der senere fik navnet Finsensvej. Af interessenterne deltog grosserer N.F. Munck i den merkantile ledelse, og cand.polyt. Frederik Hornemann overtog gradvist den tekniske ledelse.
Man begyndte driften som bayersk ølbryggeri, men gik kort efter over til også at brygge hvidtøl, og i begyndelsen gik virksomheden fremad. Men skønt bryggeriet var velanlagt og uden store udgifter, kunne det dog ikke stå sig i den voldsomme konkurrencesituation, der opstod i 1880'erne. Forbedringer blev introduceret i driften, bl.a. var bryggeriet det første danske bryggeri, som anvendte majspræparater. Det var dog ikke nok til at rette skuden op. Et forsøg på at redde bryggeriet ved at gøre en del værtshusholdere delagtige i overskuddet mislykkedes, og forhandlingen med et engelsk konsortium om salg af bryggeriet førte ikke til noget resultat.
Grunden blev solgt i bidder i årene 1898, 1902 og 1906. Men De forenede Bryggerier måtte senere som ufyldestgjort panthaver overtage et af disse arealer, som derefter blev udlejet. I 1913 kom stedet imidlertid til atter at spille en rolle, idet grunden blev solgt til aktieselskabet Krystalisværket, som var etableret i et fælles samarbejdet mellem De forenede Bryggerier og Carlsberg.